# محمد نظام الدين باشا
محمد نظام الدين باشا ((بالتركية: Osmancıklı Danişmendoğlu Koca Mehmet Nizamüddin Paşa)‏؛ توفي 1439. هو سياسي عثماني وعاشر صدر أعظم في تاريخ الدولة العثمانية و الثالث في عهد السلطان مراد الثاني ، دامت ولايته مدة سبع سنوات من 1429 إلى 1438.
استقر في اوسمانسيك ( جوروم ) بعد خدمته كصدر أعظم وتوفي هناك في 1439م. وهو ابن الصدر الأعظم امامزاد خليل باشا.